# Cobalt(II)-carbonat
Cobalt(II)-carbonat ist eine anorganische chemische Verbindung aus der Gruppe der Carbonate (das Carbonatsalz des Cobalts). Es ist ein geruchloses, rosafarbenes bis rotes, kristallines Pulver mit trigonalen Kristallen. Technisches Cobalt(II)-carbonat enthält teilweise auch Cobalt(II)-hydroxid als Beimengung.

## Vorkommen
Natürlich kommt Cobalt(II)-carbonat als Mineral Sphärocobaltit vor.

## Gewinnung und Darstellung

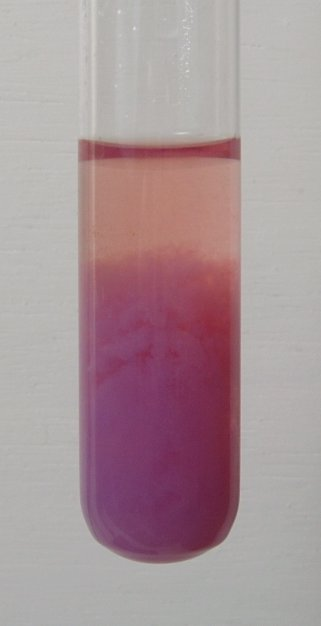
Fällung von basischem Cobalt(II)-carbonat aus Cobalt(II)-chloridlösung mit Natriumcarbonat

Cobalt(II)-carbonat kann durch Reaktion von Cobalt(II)-acetat- oder Cobalt(II)-chloridlösung und Natriumcarbonat gewonnen werden. Hierbei entstehen in der Regel basische Cobalt(II)-carbonate.

## Verwendung
Cobalt(II)-carbonat wird als Katalysator und Pigment verwendet und ist in Keramikglasuren als Farbstoff (blau) enthalten.
Die Hauptnutzung ist jedoch als Futtermitteladditiv für Wiederkäuer, die Cobalt zur Bildung von Vitamin B12 benötigen.

## Sicherheitshinweise
Cobalt(II)-carbonat ist als krebserzeugend eingestuft. Als Hauptaufnahmeweg in den Körper gilt der Atemtrakt, es kann jedoch auch über die Haut und den Verdauungstrakt aufgenommen werden.